# Roman II Mușat
Roman II Mușat (1426-1448) fut voïvode de Moldavie de 1447 à 1448. La monarchie étant élective dans les principautés roumaines (comme en Hongrie et Pologne voisines), le prince (voïvode, hospodar ou domnitor selon les époques et les sources) était élu par et parmi les boyards et, pour être nommé, régner et se maintenir, s'appuyait fréquemment sur les puissances voisines, hongroise, polonaise ou ottomane. 

## Règne
Fils aîné de Ilie Ier de Moldavie, il veut reprendre les titres de son père et avec le soutien du Pologne en échange de la fidélité de la principauté au pays, il devient prince de Moldavie le 13 juillet 1447 en tant qu'associé de Pierre III Mușat qu'il chasse en septembre de la même année. Il est renversé le 23 février 1448 par le précédent souverain Pierre III Mușat et meurt empoisonné le 2 juillet suivant.

## Sources
- Grigore Ureche Chronique de Moldavie. Depuis le milieu du XIVe siècle jusqu'à l'an 1594 Traduite et annoté par Emile Picot, Ernest Leroux éditeur Paris 1878. Réédition Kessinger Legacy Reprints  (ISBN 9781167728846) ) p. 61-63
- Nicolas Iorga Histoire des Roumains volume IV, les chevaliers. Bucarest (1937)
- (ro) Constantin C.Giurescu & Dinu C.Giurescu Istoria Romanilor volume II (1352-1606). Editura Stiintifica si Enciclopedica, Bucuresti (1976) p. 136-137.
- Jean Nouzille La Moldavie, Histoire tragique d'une région européenne, Ed. Bieler,  (ISBN 2-9520012-1-9).